# Шантыр, Фабиан Гилярович
Фабиан Гилярович Шантыр (бел. Фабіян Гіляравіч Шантыр; 23 января (4 февраля) 1887, Слуцк — 29 мая 1920, Новозыбков) —  белорусский поэт, писатель и переводчик, общественный деятель.

## Биография
Родился в семье художника. Участвовал в революционном движении в России в начале XX столетия. В декабре 1905 года был арестован в городе Старобин и находился в 1905—1907 годах в заключении в слуцкой тюрьме. В 1909 году живёт в Слуцке, с 1910 — в городе Копыле под Минском, где работает адвокатом и педагогом. С началом Первой мировой войны мобилизован в армию, служил при полевом госпитале в Бобруйске. В 1916—1917 годах Ф. Г. Шантыр участвует в работе литературного клуба «Белорусская хатка» в Минске, куда периодически приезжает из Бобруйска. В 1917 году он становится одним из лидеров левого крыла Белорусской социалистической громады. На съезде белорусских националистических организаций 25-27 марта 1917 года в Минске избирается в Белорусский национальный комитет, а в июле 1917 года — в Центральную раду. Участвовал в работе I Всебелорусского съезда в декабре 1917 года. В апреле-мае 1918 года, вследствие раскола в БГС, Ф. Г. Шантыр переходит в Белорусскую партию социалистов-революционеров (эсеров), став одним из её руководителей. В том же году уходит на службу в Красную Армию. Здесь он работает в Слуцком уездном военкомате, затем — в смоленском отделении «Белорусского национального комитета» (Белнацком). В том же 1918 году был арестован, содержался в Бобруйской крепости, где его навещала гражданская жена, белорусская поэтесса Зоська Верас.
После освобождения, в начале 1919 года Ф. Г. Шантыр — комиссар по национальному вопросу Временного правительства БССР. Затем — сотрудник Минского губернского военкомата и Особой продовольственной комиссии Западного фронта. Участвовал в издании газеты Советская Белоруссия («Савецкая Беларусь»). В 1920 году, в знак протеста против территориального раздела Белоруссии, подал в отставку. В феврале 1920 года был вновь призван в РККА, в мае 1920 года расстрелян.

## Творчество
Первые литературные произведения Ф. Г. Шантыра были опубликованы в газете «Наша ніва», где он в 1909—1912 годах публиковал свои прозаические рассказы-импрессии. Там же были напечатаны и несколько стихотворений. Свои литературные сочинения писал как на белорусском, так и на русском языках. Посещал свои поэзии и публицистические стстьи также в газету «Дзянніца». Автор рассказов «Захар» (1909), «Ночь», «Смерть убогого», «Под шум леса» (все в 1910), «Святой боже» (1917). Перевёл на белорусский язык политическую брошюру Вильгельма Либкнехта «Пауки и мухи». Был одним из автором вышедшего в Москве в 1918 году сборника «Зажынкі».

## Изданные сочинения
- Ф. Шантыр. Патрэбнасць нацыянальнага жыцця для беларусаў і самаадзначэння народа — Слуцк: Друкарня З. Барнака: 1918. — 28 с. Патрэбнасць нацыянальнага жыццядля беларусаў і самаадзначэння народа (недоступная ссылка)
- У час барацьбы: [Верш у прозе] // Крыніца. 1988, № 11.
- Зажынкі. М., 1918

## След в культуре
Поэтесса Людмила Рублевская, совместно с историком Виталием Скалабаном, написала поэму «Людвіка і Фабіян», посвящённую любви Зоськи Верас и Фабиана Шантыра. (Советская Белоруссия № 52 (23443). Вторник, 23 марта 2010 года (недоступная ссылка)).